# 318 (szám)
A 318 (római számmal: CCCXVIII) egy természetes szám, szfenikus szám, a 2, a 3 és az 53 szorzata.

## A szám a matematikában
A tízes számrendszerbeli 318-as a kettes számrendszerben 100111110, a nyolcas számrendszerben 476, a tizenhatos számrendszerben 13E alakban írható fel.
A 318 páros szám, összetett szám, azon belül szfenikus szám, kanonikus alakban a 21 · 31 · 531 szorzattal, normálalakban a 3,18 · 102 szorzattal írható fel. Nyolc osztója van a természetes számok halmazán, ezek növekvő sorrendben: 1, 2, 3, 6, 53, 106, 159 és 318.
A 318 négyzete 101 124, köbe 32 157 432, négyzetgyöke 17,83255, köbgyöke 6,82562, reciproka 0,0031447. A 318 egység sugarú kör kerülete 1998,05293 egység, területe 317 690,41550 területegység; a 318 egység sugarú gömb térfogata 134 700 736,2 térfogategység.